# Horsens
Horsens anhörenⓘ [ˈhɔʀsəns] ist eine dänische Hafenstadt an der Ostküste Jütlands mit 64.418 Einwohnern (Stand 1. Januar 2025) und damit nach Aarhus und Randers drittgrößte Stadt Ostjütlands. Die Stadt ist Verwaltungssitz der gleichnamigen Kommune, die zur Region Midtjylland gehört.
Der Ort entwickelte sich rund um den Hafen, Horsens Havn, der am Ende des 20 Kilometer langen Horsens Fjord liegt. Horsens ist ein Standort mit Metall- und Tabakindustrie, im Osten führt die dänische Autobahn Østjyske Motorvej, die mit der Europastraße 45 einhergeht, an der Stadt vorbei.
Im Rahmen einer neuen Strukturreform schlossen sich am 1. Januar 2007 die Gemeinden Brædstrup und Gedved mit der ursprünglichen Gemeinde Horsens (1970–2006; 188,84 km²) zusammen. Das Gesamtgebiet der Gemeinde beträgt jetzt 542 km².

## Einwohnerzahlen
Entwicklung der Einwohnerzahlen (1. Januar in der jeweiligen Kommune):
- 1980 - 54.533
- 1985 - 54.461
- 1990 - 55.210
- 1995 - 55.252
- 1999 - 56.595
- 2000 - 56.803
- 2003 - 57.651
- 2005 - 58.560
- 2007 - 79.020
- 2008 - 80.102
- 2010 - 81.957
- 2011 - 83.051

## Geschichte
Die Stadt entstand während der Wikingerzeit an einer Furt der Au Bygholm Å. Ihr heutiges Straßennetz in der Altstadt stammt aus dem 14. Jahrhundert, als Horsens zur Festung ausgebaut wurde. Im Zuge des jütischen Bauernaufstands wurde auf Druck des dänischen Königs Erik Menved 1313 mit Bygholm eine Burg als Königsresidenz errichtet. Von der westlich der Innenstadt gelegenen Burganlage ist das im jütischen Spätbarock gehaltene Hauptgebäude von 1775 erhalten geblieben. Marktrechte wurden der Stadt spätestens 1442 zugesichert, im Besitz der Stadtrechte war Horsens jedoch schon länger.
Aus der Blütezeit im 18. Jahrhundert zeugen mondäne Häuser in den Straßen Åboulevarden, Sundvejen und Søndergade im Zentrum der Stadt. Anfang des 19. Jahrhunderts vollzog Horsens den raschen Wandel zu einer Industriestadt, in der 1831 die erste Eisengießerei Jütlands gegründet wurde. Einen bedeutenden Anteil am Wachstum der Stadt nahm der Ausbau des Hafens ein, der gegen Ende des Jahrhunderts erweitert und an das Eisenbahnnetz angeschlossen wurde. Die Industrialisierung stärkte die Arbeiterbewegung, von der 1918 Axel Sørensen zum ersten sozialdemokratischen Bürgermeister Jütlands gewählt wurde.

## Kultur und Sehenswürdigkeiten
Seit 1995 findet in Horsens jährlich neben der Krimimessen Ende März am letzten Wochenende im August das Europäische Mittelalterfestival statt. Hierbei wird ein Teil der Stadt vollkommen in das Mittelalter zurückversetzt, Straßenlaternen und Telefonzellen werden mit Holz verkleidet. Es gibt Ritterturniere, Straßentheater und Musikvorstellungen.
Auf dem Gelände eines ehemaligen Elektrizitäts- und Gaswerks befindet sich das Dänische Industriemuseum (Danmarks Industrimuseum). Ein anderes Museum ist das Horsens Kunstmuseum, das im Pavillon Lunden untergebracht ist. Neueste Sehenswürdigkeit der Stadt ist das ehemalige Staatsgefängnis Horsens Statsfængsel, früher Horsens Straffeanstalt, in dem von 1853 bis 2006 Strafgefangene mit mehrjährigen Haftzeiten einsaßen. Nach Schließung des Gefängnisses wurde es in ein Museum umgewandelt, dessen Eröffnung am 17. Mai 2012 am 6. Juni 2012 ein Konzert der US-amerikanischen Band Metallica mit 40.000 Besuchern folgte.

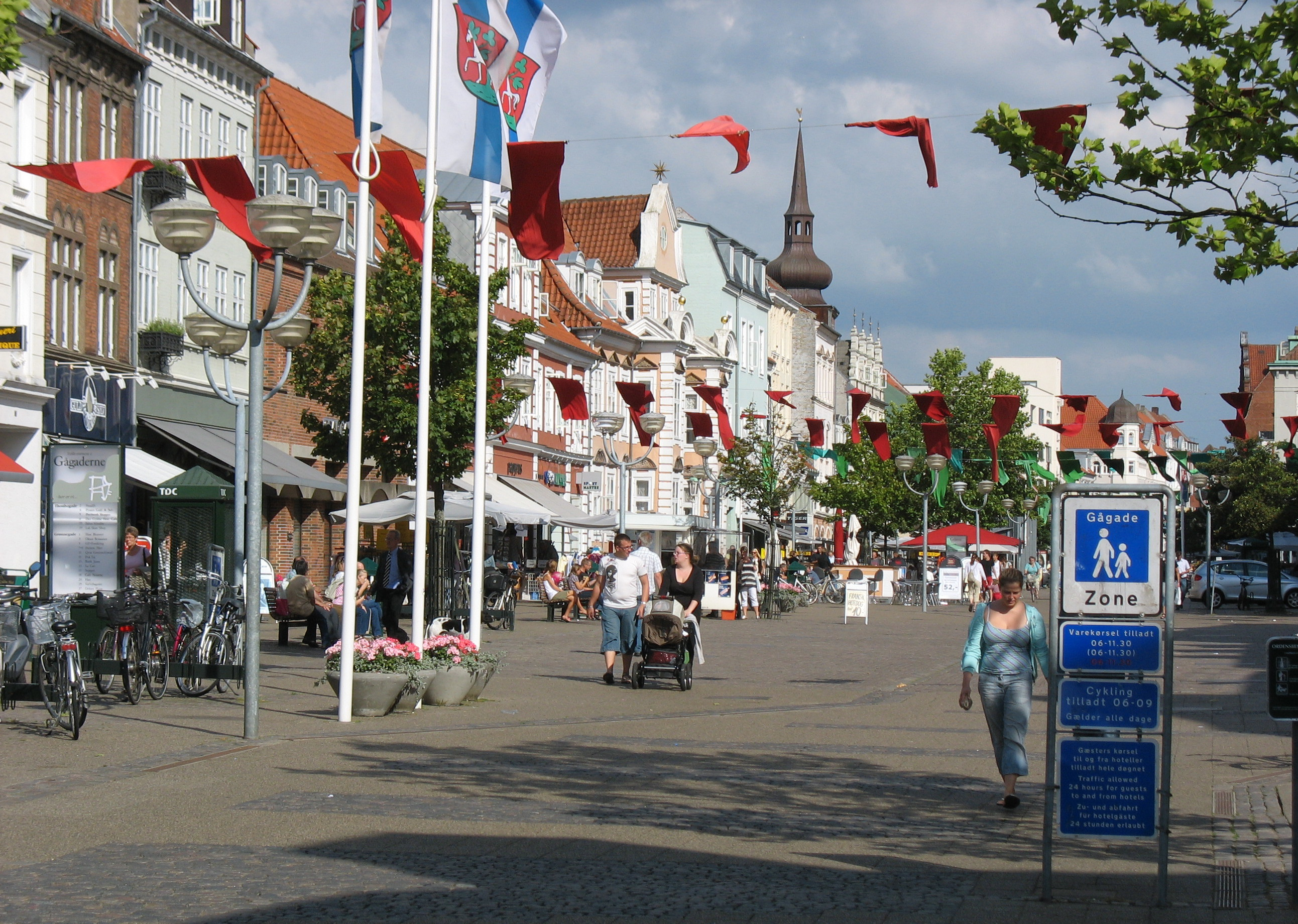
Die Fußgängerzone
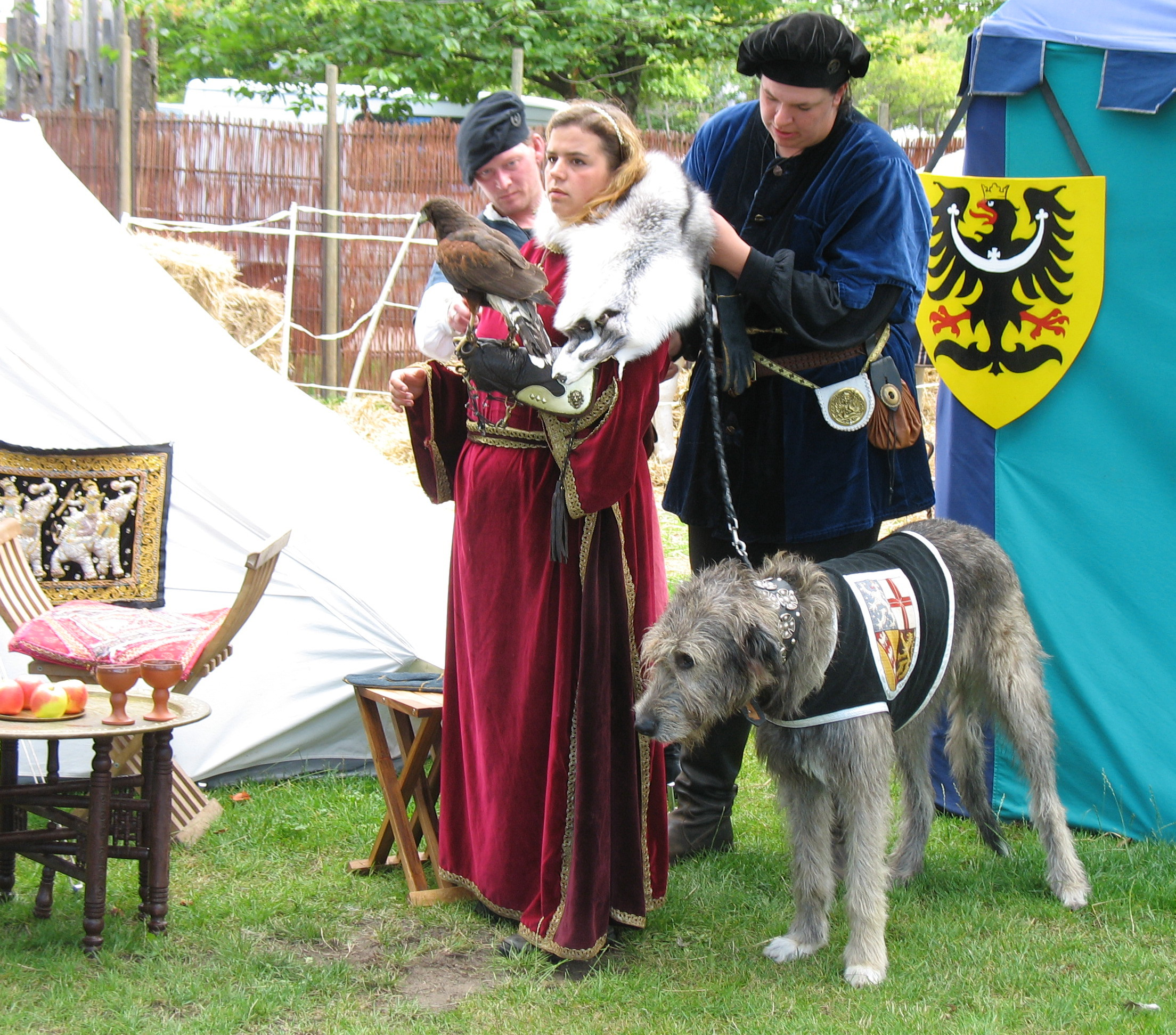
Auf dem Mittelalterfestival
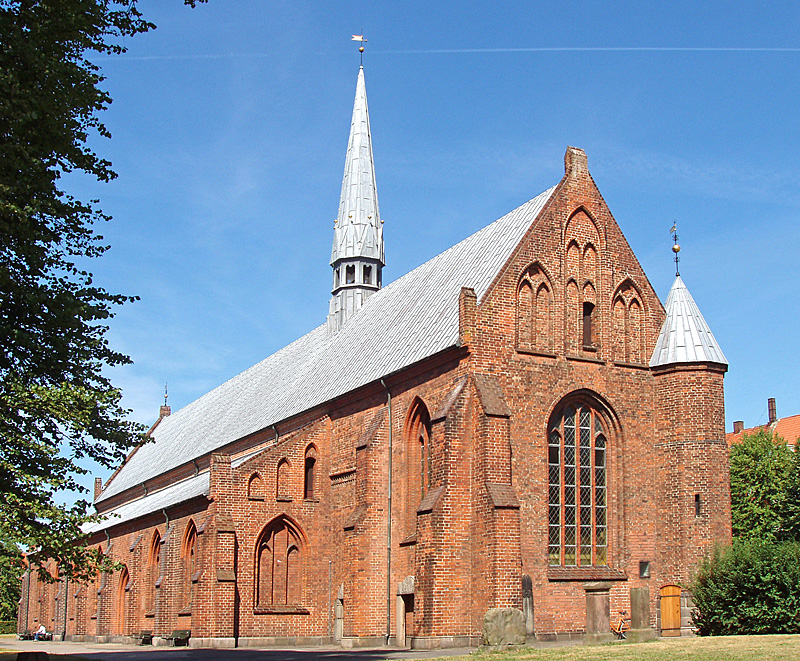
Die Klosterkirche Horsens
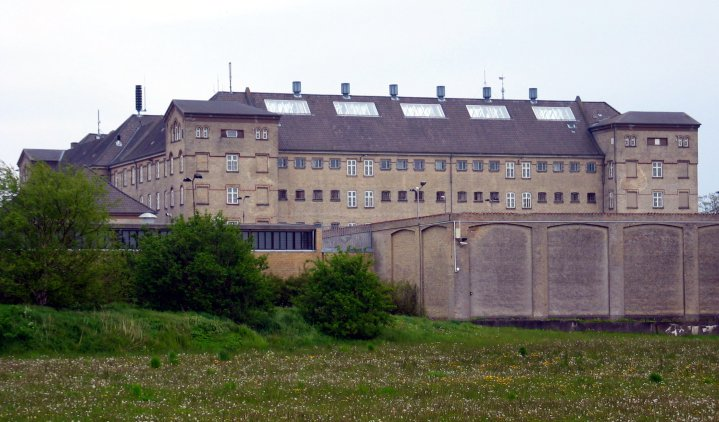
Ehemaliges Staatsgefängnis (Horsens Statsfængsel)
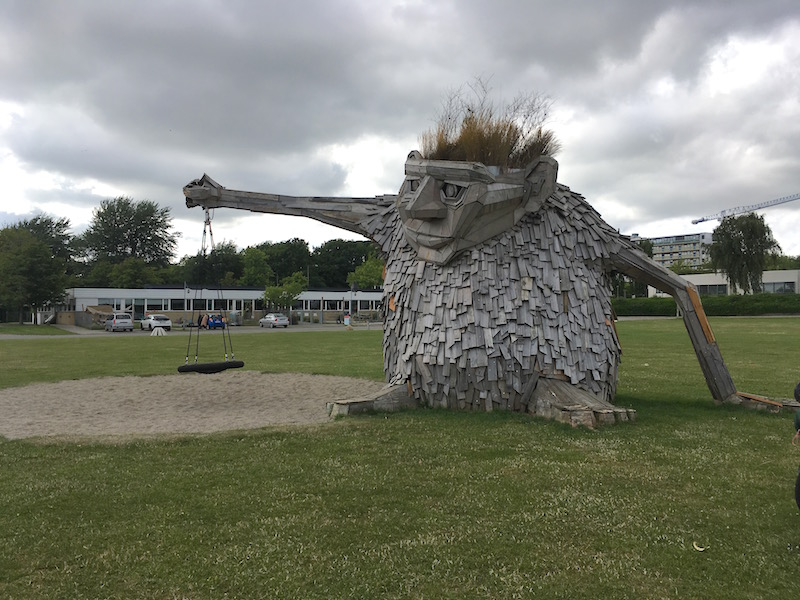
Troels The Troll, Skulptur von Thomas Dambo an der Strandpromenaden

## Sport
In Horsens ist der Fußballverein AC Horsens beheimatet, der in der höchsten dänischen Spielklasse, der Superliga spielt. Spielstätte ist die 10.400 Zuschauer fassende CASA Arena Horsens. Am 8. August 2015 fand in der CASA Arena Horsens der Speedway-WM Grand Prix von Dänemark statt.
Am 7. Mai war Horsens Start- und Zielort der dritten Etappe des Giro d’Italia 2012.

## Söhne und Töchter der Stadt
- Vitus Bering (1681–1741), Marineoffizier und Entdecker in russischen Diensten
- Poul Vendelbo de Løvenørn (1686–1740), General der Kavallerie
- Peter Mathiesen Hentze (1753–1843), Pfarrer, später Propst der Färöer
- Adelbert Heinrich von Baudissin (1820–1871), deutscher Schriftsteller
- Natalie Zahle (1827–1913), dänische Reformpädagogin und Frauenrechtlerin
- Andreas Bang-Haas (1846–1925), Entomologe
- Alfred Schmidt (1858–1938), dänischer Zeichner und Maler
- Ida Schiøttz-Jensen (1860–1933), Interieur-, Landschafts- und Porträtmalerin
- Anna Bloch (1868–1953), Schauspielerin
- Regnar Bentzen (1869–1950), Arzt und Maler
- Ernst Schultz (1879–1906), Sprinter, Bronzemedaillen-Gewinner bei Olympia
- Halvor Birch (1885–1962), Turner
- Ellen Broe (1900–1994), Krankenschwester und Direktorin der „Florence Nightingale International Foundation“
- Knud Holmboe (1902–1931), Journalist
- Vagn Holmboe (1909–1996), Komponist
- Christen Leif Vebæk (1913–1994), Archäologe
- Helge Muxoll Schrøder (1924–2012), Ruderer
- Hans Christian Raffnsøe (* 1939), Richter
- Lotte Horne (* 1943), Schauspielerin
- Manon Rasmussen (* 1951), Kostümbildnerin
- Kristian Halken (* 1955), Schauspieler
- Jan Trøjborg (1955–2012), Bürgermeister, Mitglied des Folketings und mehrfacher Minister
- Henrik Ravn Jensen (* 1965), Fußballspieler
- Steffen Reinholt (* 1966), Basketballspieler
- Anne Louise Hassing (* 1967), Schauspielerin
- Carsten Quiding (* 1967), Basketballspieler
- Anders Samuelsen (* 1967), Politiker und ehemaliger Außenminister Dänemarks
- Anja Byrial Hansen (* 1973), Handballspielerin
- Mikkel Metal (* 1973), Musiker
- Michael Skelde (* 1973), Straßenradrennfahrer
- Anne Dot Eggers Nielsen (* 1975), Fußballspielerin
- Brian Priske (* 1977), Fußballspieler und -trainer
- Kasper Klostergaard (* 1983), Radrennfahrer
- Christian Lindberg (* 1983), Basketballspieler
- Hans Christian Schur (* 1983), Basketballspieler
- Ólafur Gústafsson (* 1989), isländischer Handballspieler
- Olivera Jurisic (* 1989), Handballspielerin
- Simon Kjær (* 1989), Fußballnationalspieler
- Frederik Rønnow (* 1992), Fußballtorwart
- Esben Reinholt (* 1993), Basketballspieler
- Tobias Reinholt (* 1995), Basketballspieler
- Kristina Jørgensen (* 1998), Handballspielerin
- Mads Bech Sørensen (* 1999), Fußballspieler
- Sebastian Hausner (* 2000), Fußballspieler
- William Blume Levy (* 2001), Radrennfahrer
- Jeppe Kjær (* 2004), Fußballspieler